# Astrologija
Astrologija (grč.: αστρολογία = άστρον + λόγος) je pseudoznanstvena disciplina  koja se bavi proučavanjem simboličkog međuutjecaja položaja i kretanja nebeskih tijela i time na zbivanja na Zemlji te čovjekovu osobnost ili slijedove događaja. Astrologija nema znanstvenu utemeljenost. Astrologija ne poznaje sudbinu, narodni izraz koji joj se pripisuje. Astrološka karta (horoskop) izrađuje se prema točno određenom vremenu i zemljopisnom položaju, a tumačenje se bazira na sintezi četiri osnovna elementa:
- planeta – deset nebeskih tijela: dva Svjetla (Sunce i Mjesec) i osam planeta (Merkur, Venera, Mars, Jupiter, Saturn, Uran, Neptun, Pluton).
- znakova Zodijaka – dvanaest znakova: Ovan, Bik, Blizanci, Rak, Lav, Djevica, Vaga, Škorpion, Strijelac, Jarac, Vodenjak, Ribe.
- astroloških kuća – dvanaest kuća koje predstavljaju različita područja života.
- aspekata – kutna udaljenost između planeta.

Na Zapadu je široko poznati, medijski vrlo pojednostavljeni pristup astrologiji, pri čemu se ljudi dijele na dvanaest astroloških znakova – prema znaku u kojem se nalazi Sunce u trenutku rođenja; pa tako imamo 12 sunčevih znakova.
Taj oblik kreiran od medija, koji se koristi gore navedenim modelom nastao je početkom 20. stoljeća, popularna verzija jednog elementa iz natalne karte s kojom se i danas novine služe pojednostavljena je 12-kategorijska medijska forma.
Za razliku od astrologije koja se služi izračunom položaja nebeskih tijela s točke promatranja ili rođenja, postoje i druge kategorizacije koje se imenuju astrologije iako to nisu:

## Različiti tipovi tipološke kategorizacije koji nisu astrologija
- Azteška astrologija,
- Druidska astrologija,
- Keltska astrologija,
- Ki 9 zvijezda,
- Kigaku ili japanska astrologija,
- Kineska astrologija,
- Estradna ili medijska astrologija

## Različiti tipovi astrologije
- Jyotish ili indijska astrologija,
- Zapadna astrologija, itd.

## Podjela astrologije prema području interesa

#### Ezoterična astrologija
U indijskoj astrologiji podrazumijevajuća, dok u zapadnjačkoj prenesena kroz ezoteričnu, ali i kršćansku modifikaciju. Teozofi su naročito zadržali ezoteričnu astrologiju tokom prve polovice 20. stoljeća. Kršćanstvo je od 16. do 18. stoljeća protjeralo astrologiju iz svojih učilišta, te se astrologija poslije vratila tek u 20. stoljeću kroz karikiranu verziju javne medijske uniformnosti ili popularnih općih horoskopa po solarnim znakovima. Papa Ivan Pavao II. se 2000. godine ispričao svima koji su kao heretici progonjeni zbog svoga znanja od strane Crkve. To je isprika i astrolozima poput Galilea, te svim astrolozima koji su proganjani zbog znanja, učenja i istraživanja. Astrologija ne podrazumijeva ni jedan religijski izbor, uključujući i dogmatsku religiju starih znanosti koje ne žele istraživati astrologiju ili ju pokušavaju zabraniti.

#### Estradna ili medijska astrologija ili opći horoskop za znakove zodijaka
Nastala 1908. godine u Londonu za potrebe medija. Jedno stoljeće stara praksa medija danas je najčešće smatrana astrologijom, što nije, iako jest temeljena na jednom astrološkom ciklusu – ciklusu sunca kroz 12 znakova. Za astrologe nema nikakvu upotrebnu vrijednost do medijske poopćene kategorizacije za samoprepoznavanje.
Iako je ova primjena astrološki osnovana, nju u praksi astrolozi nisu primjenjivali svih prijašnjih tisućljeća, niti ima upotrebljivu vrijednost niti zadovoljava osnovne principe cjelovitosti individualnog horoskopa.
Čini se da je njena uloga bila vraćanje astrologije u široku javnost, nakon posvemašnje sotonizacije i zabrana u prijašnjih 300 godina. Sloboda medija je na neprimjetan način uvela postojanje drevnog znanja iz mraka okultne tamnice gdje je smještana nasilno do tada. Današnji astrolozi mogu zanatski izrađivati uopćene prognoze toga tipa, no to je medijska, popularna vrsta novinskog žanra prije nego astrologija sama, a temeljena na astrološkim kretanjima i kategorijama sunčanog prolaska kroz fiktivne znakove (ne sazvježđa).

#### Znanstvena astrologija
H.J. Eyesenk, M. Gauquelin, R. Ebertin i drugi istraživači druge polovice 20. stoljeća prvi testiraju vrijedne i nevrijedne tehnike i tvrdnje, te zaključuju da je vrijedna daljnjeg istraživanja. 
Psiholozi i metodolozi za velika istraživanja otkrivaju "mars effect" kod sportaša, dok Ebertin reducira astrologiju na kutove, zanemarujući polja, kako bi matematički izolirao efekte, te eliminirao interpretaciju. Pokreće se i magazin "Correlation" koji istražuje fenomene korelacija ne ulazeći u polazne teorije. 
Znanstvena astrologija istražuje efekte i testira vrijedna nasljeđa ljudskih znanja iz ove skupine područja. 
Počela se razvijati paralelno s padom utjecaja religije i razvojem novih znanosti kadrih obujmiti usložnjene interakcije u prirodi bez mogućnosti laboratorijske izolacije.

#### Psihološka astrologija
Započeta na premisi teorije sinkroniciteta C.G. Junga koja kaže da  "sve nastalo u određenom trenutku nosi u sebi (sva)obilježja toga trenutka". Značenje riječi hora – jest trenutak, u riječi horoskop. Jung interpretativnu prirodu najstarijeg simboličnog jezika arhetipa u ljudskoj i animalnoj prirodi vidi kao unutarnju stvarnost osobe asociranu sa simbolima arhetipnih analogija po principu da je nešto slično nečemu, a to drugo slično nečemu drugome. Princip slično-je slično-je slično je jedan od dva sustava ljudskog i životinjskog učenja. Drugi je isto-je isto-je isto. digitalni model.
Prijelaz astrologije na digitalni model razmišljanja čeka nove istraživače.
Psihološka astrologija bazira interpretaciju na temelju arhetipnih slika simbola ljudskog nesvjesnog i simboličkog interpretiranja stvarnosti svojstveno ljudskoj prirodi, radikalno se odmičući od prijašnje stigme nametnute astrologiji kao proricateljskoj vještini određivanja sudbine. Jungova psihološka astrologija ima višegodišnje diplomske i poslijediplomske studije i direktno je povezana s terapeutskom djelatnosti Jungovske dubinopsihološke psihološke struje. Graditelji područja su Dr. Liz Green, Howard Sasportas i drugi europski astrolozi i psihoterapeuti s područja Velike Britanije i Švicarske.
Jungova psihološka astrologija nije se nastavila razvijati s razvojem psihologije ili astrologije pa je njen naziv dosljedan samo unutar konteksta djela astrološke i dijela psihološke i psihoterapeutske zajednice, odnosno unutar sustava vrijednosti društva sredinom 20. stoljeća.

#### Horarna astrologija
Daje odgovor na konkretno pitanje. Astrološka karta se izrađuje prema vremenu i mjestu u trenutku u kojem je pitanje, jasno formulirano, postavljeno astrologu tj. on ga shvatio. Jednostavna i praktična, tumači se samo onaj dio karte koji je tematski obuhvaćen pitanjem. Uobičajeno je koristiti osnove i pravila tradicionalne astrologije te Regiomontanus sistem podjele kuća.

#### Natalna astrologija
Natus – rođeni. Onaj koji je rođen. Astrologija živih bića.
Iz perspektive natalne astrologije čovjek je cjelina istih elemenata u različitu omjeru i rasporedu. 
Filozof Bela Hamwas postavio je definiciju tretirajući astrologiju kao majku inidividualnog pristupa i humanističkog odnosa prema čovjeku. Ta tradicija natalne astrologije potpuno je suprotna fatalizmu bez izbora koju su astrologiji pripisivali u kasnom srednjem vijeku pa sve do danas religijski krugovi i njihovi znanstveni prominenti, ignorirajući stvarne postavke astrologa.
Bavi se svim segmentima života pojedinca; od psihološke strukture, karaktera, temperamenta, nasljednih faktora, fizičke konstitucije i kondicije, do interakcije s okolinom, odnosa s ljudima i situacijama koje nam život donosi. Natalna karta se izrađuje prema vremenu (datum, sat i minute) i mjestu rođenja, i ona je osnova svega, sve ostalo se temelji na njoj – predikcije, sinastrijske karte, elekcione karte itd.

#### Sinastrija ili usporedna astrologija
Grana astrologije koja se bavi tumačenjem odnosa dvije osobe na temelju usporedbe njihovih natalnih karti; pri čemu se pažnja obraća na sklad ili nesklad naglašenih znakova, elemenata i kvaliteta, međusobne planetarne aspekte, te utjecaj planeta jedne osobe na kuće i uglove natalne karte druge. Također se mogu izraditi i horoskopi kombinacijom natalnih podataka obje osobe – kompozit, Davison horoskop.

#### Elekcijska astrologija
Ima za cilj pronaći najpovoljniji trenutak za otpočinjanje nekog poduhvata. Elekcijska karta izrađuje se u kombinaciji s natalnom tj. kartom osnivanja poduzeća i sl. No, ako je u pitanju manje važna aktivnost ili podatci nisu poznati, elekciona karta se može izraditi zasebno, s tim da se u vidu ima dobar smještaj i povezanost onih elementa karte koji se odnose na prirodu i cilj planiranog poduhvata.

#### Mundana astrologija
To je astrologija svijeta, globalnih promjena prema riječi mundus = svijet. Analizom i predviđanjem obuhvaća sva zbivanja unutar država i naroda; od političkih, ratnih, gospodarskih, društvenih, do prirodnih uvjeta i nepogoda. Horoskopi se izrađuju prema vremenu i mjestu u kojem se događaj odvio ili započeo. Npr. horoskop države izrađuje se prema vremenu i mjestu proglašenja neovisnosti, uspostave novog režima, krunidbe vladara i sl.
Potrebno je znati kojem horoskopskom znaku pripada određena država, republika ili grad kako bi se lakše pratili tranziti planeta ili izradio horoskop.
Ptolomej u knjizi Tetra Biblos vrlo jasno objašnjava različitost svih naroda i srodnosti s određenim horoskopskim znakovima. Također, Ptolomej kaže da razlike između zemalja potiču od njihovih koordinata i kutova koje zaklapaju s položajem Sunca na ekliptici. U antičkom četveroknjižju, Tetrabiblos-u, mundana čini tri od četiri knjige.

## Astrologija i znanost
Kroz povijest, mnogi poznati ljudi su se bavili astrologijom, pa čak i prvi znanstvenici, kao što su Galileo Galilei, Johannes Kepler, dok su horoskopi bili privilegija najvišeg sloja.
Do vremena Francisa Bacona i znanstvene revolucije, nove znanstvene discipline iznjedrile su metodu sustavne i iskustvene indukcije potvrđene promatranjem pokusa, što je dovelo do znanstvene revolucije. Odlukom Pape u djelu "Coelli et terrae Creator", astrologija i astronomija počele su se razilaziti; astronomija (dotad "astrometrija") je postala jedna od znanosti koja mjeri i imenuje zvijezde (lat. nomen – ime), dok su astrologiju crkveni prirodoznanstvenici i Crkva sve više prozivali kao okultnu djelatnost inspiriranu od strane Sotone. Astrolozi su se trebali odreći međuutjecaja planetea jer time narušavaju nepoznanicu "plana stvaratelja Zemlje i neba".
Proces je trajao od 1457. do 1666. godine. Odvajanje se dogodilo dekretom Crkve, a na društvenoj razini progonom uz pomoć Newtonove znanosti ubrzo, tijekom 18. i 19. stoljeća, astrologija se prikazuje kao praznovjerje zbog nedokazivosti gravitacijskog utjecaja kao poznate sile. Newton sam, nije vidio silu gravitacije kao silu koja je povezana s astrološkim "korelacijama", pa su astrolozi nakon toga uključujući i samog Newtona koji se astrologijom bavio, napadani s ovim novim razlogom. Gravitacija je postojala prije i poslije. Povijesne falsifikate danas propituju mnoge znanstvene discipline koje istražuju taj povijesni proces, od povjesničara astronomije i astrologije do teorijskih ili socioloških istraživača i astronoma koji ne djele stare "etiketirajuće" stavove s pretežnom većinom. Problem astrologija-astronomija desetljećima se provlači iz prošlog stoljeća, dok astrološka zajednica u golemoj većini nema sredstava za istraživanje. Komercijalna upotreba riječi astrologija u medijima ili tarot-call centrima nema motiva za istraživanja i nema interes razlučivanja astrologije od "nadahnućima" vođenih "savjetovanja" poput vidovitosti i tarota. Time može biti obmana, zabava ili savjetovanje koje nije astrološko, ali se tako deklarira. Astrolozi u pravilu ne rade call-savjetovanja, a istraživački, znanstveno orijentirani astrolozi ne prakticiraju ni estradnu verziju općih zodijačkih znakova.
Danas veliki dio stanovništva ne smatra astrologiju znanstvenom disciplinom, upravo zbog nedostatka dokaza koji idu u prilog ijednoj tvrdnji u astrologiji, te zbog ogromnog broja dokaza raznih znanosti koji na razuman, dokazani način opisuju nekad neobjašnjive fenomene. Astrolozi se s time ne slažu i smatraju, da premda ima premalo dokaza, oni ipak postoje. Astrologiju kao djelatnost u svrhu zarade koriste telekomunikacijske kompanije i komercijalisti na tarot i sličnim linijama, iz čega slijedi, da se koristi i u svrhu prijevare. Astrolozi žele razlikovati teoretsku astrologiju od negativnih pojava u komercijalne svrhe.

## Poznati astrolozi
- Ptolomej
- Nostradamus